# Glas javnosti
Il Glas javnosti (in serbo Глас јавности?) è un quotidiano serbo stampato a Belgrado.

## Storia
Il giornale apparve in edicola per la prima volta il 20 aprile 1988, fondato da un gruppo di giornalisti, guidati da Manojlo Vukotić, fuoriusciti dal quotidiano Blic, col nome di Novi Blic.
La motivazione della creazione del nuovo foglio era politica: il Blic, infatti, era assai schierato sulle posizioni del presidente jugoslavo Slobodan Milošević, e Vukotić e i suoi volevano mantenere, invece, una maggiore autonomia e indipendenza.
Dopo 5 giorni, le autorità ne vietarono l'uscita per violazione del diritto d'autore poiché il nome era un plagio della testata del giornale concorrente.
Il 25 aprile, uscì col nuovo nome preso da un antico quotidiano, edito a Kragujevac nel XIX secolo. Durante il periodo di presidenza di Milošević, in Glas venne spesso in conflitto con le autorità. Fu chiuso nel 1999 per motivi giudiziari legati a motivazioni di carattere legale, ma tornò presto nuovamente in edicola.